# Dieter Hartwig

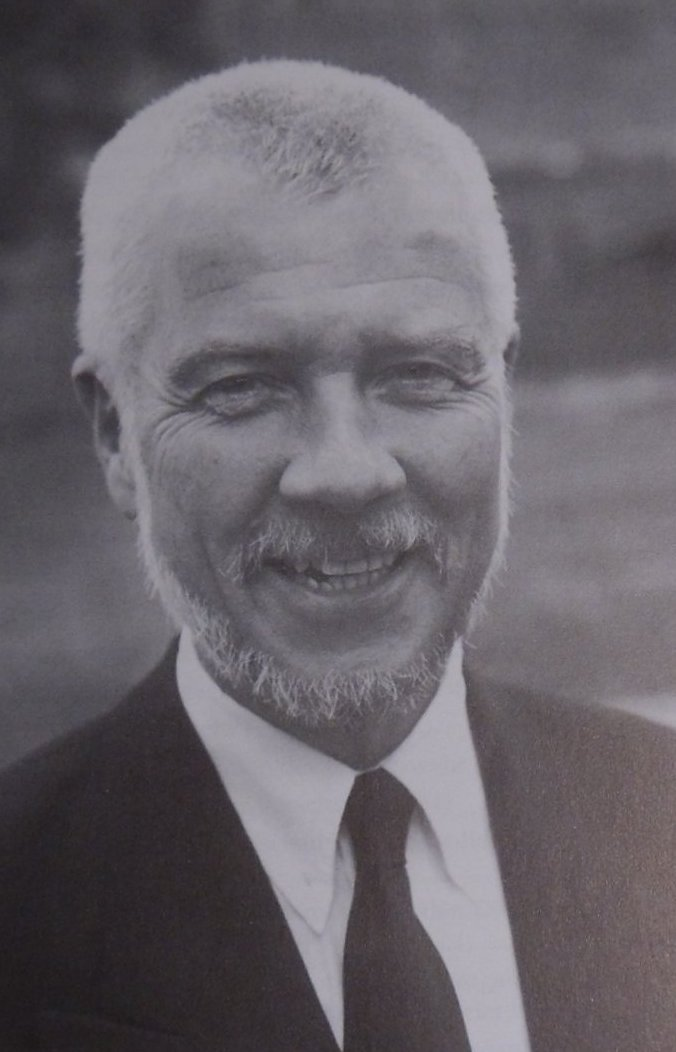
Dr. Dieter Hartwig 2002

Klaus Dieter Hartwig (* 5. Oktober 1943 in Cuxhaven) ist ein deutscher Marineoffizier (Fregattenkapitän a. D.), Politologe, Historiker und Kommunalpolitiker (SPD).

## Leben
Dieter Hartwig wurde 1943 als Sohn eines Marineoffiziers und dessen Frau in Cuxhaven geboren. Sein Großvater war Vizeadmiral Friedrich Ruge, in dessen Hause er zur Welt kam und während seiner Studienzeit wohnte. Von 1954 bis 1965 besuchte er die Internatsoberschule Schloss Plön. Von 1965 bis 1969 diente er als Soldat auf Zeit in der Bundesmarine. Seit 1972 ist er verheiratet.
Im Anschluss an seine Dienstzeit studierte Hartwig Politikwissenschaften, Neuere und Osteuropäische Geschichte sowie anfänglich Wirtschaftspolitik an der Eberhard Karls Universität Tübingen (Magisterarbeit 1974: Zum Wandel der Funktion des zivilen Ersatzdienstes in der Bundesrepublik Deutschland) und wurde 1977 bei Rudolf Hrbek am dortigen Fachbereich Sozial- und Verhaltenswissenschaften, Pädagogik mit der Dissertation Verteidigungspolitik als Moment der westeuropäischen Integration zum Dr. rer. soc. promoviert.
1977 war er Wiedereinsteller bei der Bundeswehr, verpflichtete sich für zwölf Jahre und wurde schließlich Berufssoldat. Als Kapitänleutnant wurde Hartwig zunächst auf das Schulschiff Deutschland kommandiert und fungierte als Hörsaalleiter und Lehrstabsoffizier Wehrgeschichte an der Marineschule Mürwik in Flensburg. 1980 wurde er Dozent Wehrgeschichte (Marine) an der Führungsakademie der Bundeswehr in Hamburg, die er zuvor – um Stabsoffizier zu werden – im Rahmen eines Grundlehrgangs (Fortbildungsstufe C) durchlaufen hatte. Danach wurde er vom Bundesminister der Verteidigung an das Institut für Sicherheitspolitik der Christian-Albrechts-Universität zu Kiel abgeordnet, an der er von 1988 bis 1990 die Studie Sicherheitspolitik und Verteidigung der Europäischen Gemeinschaft anfertigte. Die Arbeit wurde ein Jahr später in die Reihe Militär, Rüstung, Sicherheit im Nomos Verlag aufgenommen. Anschließend wurde Hartwig Presseoffizier beim Territorialkommando Süd in Mannheim. Nach Antrag auf Entlassung aus der Bundeswehr nach dem Personalstärkegesetz war er während seines letzten Dienstjahres (1992/1993) erneut Lehrstabsoffizier Wehrgeschichte an der Marineschule Mürwik und schied am 31. Oktober 1993 im Dienstgrad eines Fregattenkapitäns aus dem aktiven Dienst aus. Bis Herbst 1994 arbeitete er als Leiter der Abteilung Presse- und Öffentlichkeitsarbeit bei ATLAS ELEKTRONIK.
Ab 1994 war Hartwig am Aufbau des Deutschen Marinemuseums in Wilhelmshaven beteiligt. Von 1995 bis 2006 war er beratender Historiker des Deutschen Marinebundes in Laboe. 2008 erhielt er die Professor Munzer Medaille der Marinekameradschaft Düsseldorf. 2010 schrieb er ein Buch über Karl Dönitz. In der niederländischen Fernsehdokumentation Die Tage nach Hitler aus dem Jahr 2014 wurde Hartwig zu diesem Thema als Marinehistoriker befragt.
Von 1999 bis 2014 wirkte er als Geschäftsführer zweier Waldorfkindergärten. Ehrenamtlich tätig war Hartwig als Vorsitzender der Vereinigung der Butenplöner e. V. (1994–2006), als SPD-Ortsvereinsvorsitzender (1994–2000) und von 2008 bis 2018 als Vorsitzender des Ortsbeirats Ravensberg/Brunswik/Düsternbrook.
Hartwig entdeckte im Jahr 2017 im Landesarchiv Schleswig-Holstein eine Erklärung des Admirals Rolf Johannesson, der am 21. April 1945 als nächsthöherer Gerichtsherr fünf Todesurteile gegen eine Helgoländer Widerstandsgruppe bestätigt hatte. Der Wortlaut der Erklärung Johannessons lautete: „Für die Entscheidung über eine Bestätigung des Todesurteils war der Gesichtspunkt ausschlaggebend, dass eine Nichtbestätigung ein Anreiz für Teile der Festungsbesatzung sein würde, sich in weitere Verschwörungen einzulassen, um damit den als gefährlich geltenden Posten auf der Insel zu verlassen und das Kriegsende in einem Gefängnis auf dem Festland abzuwarten.“ Hartwig, der bis zur Entdeckung dieser Erklärung ein Anhänger Johannessons war, kritisiert seitdem die im selben Jahr erfolgte Aufstellung einer Büste Johannessons in der Aula der Marineschule Mürwik sowie den Admiral-Johannesson-Preis, der alljährlich als Bestpreis an Lehrgangsteilnehmer der Marineschule vergeben wird.

## Schriften (Auswahl)
- Verteidigungspolitik als Moment der westeuropäischen Integration. Haag und Herchen, Frankfurt am Main 1977, ISBN 3-88129-038-9.
- Sicherheitspolitik und Verteidigung der Europäischen Gemeinschaft. Gegenwartsdiskussion und Perspektive (= Militär, Rüstung, Sicherheit. Bd. 64). Nomos, Baden-Baden 1991, ISBN 3-7890-2325-6.
- 50 Jahre Deutscher Marinebund. Von der Wiedergründung 1952 bis zur Gegenwart. Eine "Sonarortung" im Strudel und Gleichklang der Gezeiten. Brune Mettcker, Wilhelmshaven 2002, ISBN 3-930510-79-0.
- Jens Graul/Michael Kämpf (Hrsg.): Dieter Hartwig – Marinegeschichte und Sicherheitspolitik; Vorträge und Texte aus drei Jahrzehnten; Festschrift zum 60. Geburtstag (= Kleine Schriftenreihe zur Militär- und Marinegeschichte, Bd. 6), Winkler: Bochum 2003.
- mit Reinhard Scheiblich: "Für die Ewigkeit, zeitlos, klar…". Das Marine-Ehrenmal in Laboe. Convent-Verlag, Hamburg 2004, ISBN 3-934613-75-6.
- Dieter Hartwig: Maritime Aspekte im Denken und Handeln Friedrichs des Großen. In: Werner Rahn (Hrsg.): Deutsche Marinen im Wandel. München 2005, S. 41–62.
- Großadmiral Karl Dönitz. Legende und Wirklichkeit. Hrsg. mit Unterstützung des Deutschen Marine-Instituts, Bonn, und des Militärgeschichtlichen Forschungsamtes, Potsdam. Schöningh, Paderborn u. a. 2010, ISBN 978-3-506-77027-1. (tschechische Übersetzung 2013)
- mit Jens Graul (Hrsg.): Von den Historikern für die Flotte. Die 50. Historisch-Taktische Tagung der Flotte (= Kleine Schriftenreihe zur Militär- und Marinegeschichte. Bd. 21). Winkler, Bochum 2011, ISBN 978-3-89911-136-1.
- Ein 'Musteradmiral' auf dem Prüfstand – eine ausführliche Antwort auf eine kurze Frage. In: Arbeitskreis Militärgeschichte e.   V. (Hrsg.): Portal Militärgeschichte. 14. August 2017, doi:10.15500/akm.14.08.2017 (portal-militaergeschichte.de [PDF; 136 kB; abgerufen am 13. Juli 2018]).
- Dieter Hartwig: Die Gehorsamsverweigerungen in der Marine 1918 – nicht vorbildlich für Soldaten! Oder vielleicht doch? In: Rolf Fischer (Hrsg.): Sehnsucht nach Demokratie. Neue Aspekte der Kieler Revolution 1918. Kiel 2020, S. 128–133.
- Dieter Hartwig: Marinegeschichte auf dem Kieler Nordfriedhof (= Sonderveröffentlichungen der Gesellschaft für Kieler Stadtgeschichte, Band 97). Ludwig, Kiel 2021, ISBN 978-3-86935-416-3.
- Dieter Hartwig (Hrsg.): Rolf Johannesson (1900–1989). Ein belasteter Admiral und die umstrittene Traditionspflege der Bundeswehr. Kiel 2022.